# The Hundredth Chance
The Hundredth Chance é um filme mudo do gênero drama produzido no Reino Unido e lançado em 1920. Talvez seja um filme perdido.